# 아라와어족
아라와어족(Arawan, 기타 표기 Arahuan, Arauan, Arawán, Arawa, Arauán)은 오늘날의 브라질 서부와 페루에 걸쳐 분포한 어족이다.

## 분류
아마존 우림에서 사용되는 수 개의 언어가 현전한다.
- 아라와어†(Arawá): 홍역으로 민족 인구가 멸절되어 1877년 사멸. 유일한 기록은 1869년 쓰인 단어 목록이다.
- 쿨리나어(Kulina): 브라질과 페루에 화자 약 4,000명.
- 데니어(Deni): 브라질에 화자 740명.
- 자마마디어(Jamamadi): 브라질에 화자 1,000명. 부족 집단에 따라 자라와라(Jarawara)와 바나와(Banawá)라는 지역변종도 존재하며, 간혹 통틀어서 마디어(Madí)라고 한다.
- 파우마리어(Paumari): 브라질에 화자 300명.
- 수루와하어(Suruwahá): 브라질에 화자 130명.

### 다른 변종
이마리망어(Himarimã)는 아마존의 주루아강(Juruá)과 푸루스강(Purus) 사이의 피라냐강(Piranha)을 따라 사는 미접촉부족인 이마리망족이 사용할 것으로 여겨지는 추정상의 언어인데, 수루와하족과 바나와족의 증언으로 미루어보아 아라와어족에 속할 것으로 믿어진다.
또한 Loukotka (1968)는 다음의 문증되지 않은 언어들을 아라와어족의 변종으로 나열했다: Purupurú, Wainamarí, Watanarí, Sewacu, Pamana, Amamati, Yuberí, Sipó, Curina, Madiha, Catiana.

## 외부 관계
Kaufman (1990) 등이 제시한 확대 아라와크어족(Macro-Arawakan) 가설의 일부이다. Jolkesky (2016)는 언어접촉으로 인해 주변의 어족들과 어휘 유사성이 있다고 지적했다.

## 같이 보기
- 아라와크어족